# Jacqui Ross
Jacqui Ross (n. 1965) este o scriitoare australiană, autoare a cărților: "Messy Business", "The Third Room" și "Something Fishy". 